# رباط غوغدي
رباط غوغدي (بالفارسية: رباط گوگدی) هي قرية تقع في قسم كناررودخانه الريفي في إيران.